# Hastings 1066
Hastings 1066 (Гастингс 1066) — второй альбом итальянской группы Thy Majestie, первый из цикла военно-исторических рок-опер группы. Альбом рассказывает о Битве при Гастингсе, произошедшей 14 октября 1066 года между англосаксонскими войсками Гарольда Годвинсона и нормандцами Вильгельма Завоевателя.
Альбом существенно более качественен по звучанию и смысловой нагрузке песен, нежели предыдущие. 
Хоры предоставлены "Teatro Massimo Choir", альбом записывался 40 дней в Outer Sounds Studios с продюсером Giuseppe Orlando (Novembre, Stormlord). Мастеринг выполнен Mika Jussila на финской Finnvox Studios (Stratovarius, Sonata Arctica, Nightwish и другие группы). Запись была закончена 3 марта 2002 года.

## Состав группы
- Dario Grillo – вокал
- Maurizio Malta – гитара
- Giovanni Santini – гитара
- Dario D'Alessandro – бас
- Claudio Diprima – ударные
- Giuseppe Bondi – клавишные

## Список композиций
1. Rerum Memoria — 03:00
2. The King And The Warrior (Король и воин) — 03:26
3. Intro Echoes (Suite №1) — 00:44
4. Echoes Of War (Эхо войны) — 05:56
5. The Sight of Telham Hill (Вид на Телльхамский холм) — 05:52
6. Incipit Bellum (лат. Начало войны) — 01:46
7. Intro Scream (Suite №2) — 01:14
8. The Scream Of Taillefer (Клич Тайлефера) — 07:30
9. Suite №3 —01:05
10. Anger Of Fate (Ярость судьбы) — 07:12
11. Suite №4 — 00:47
12. The Pride Of A Housecarl (Честь хускарла) — 07:19
13. Through The Bridge Of Spears (Сквозь лавину стрел) — 03:47
14. Demons On The Crown (Демоны на короне) — 05:50
15. In God We Trust (На Бога уповаем) (Stryper cover) — 03:39

## ДемозаписииEP
- 1066 (демоальбом, 2001)
- Echoes Of War (EP, 2003)